# 지각한 식빵소녀

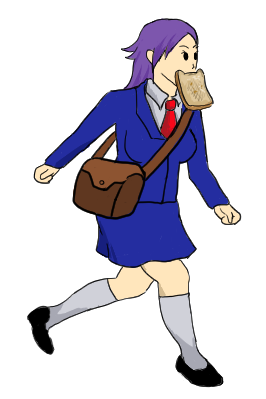

지각한 식빵소녀(일본어: 遅刻する食パン少女 지코쿠스루쇼쿠판쇼우조[*])는 소녀 만화에서 자주 등장하는 장면 중 하나이다. 학생인 소녀가 식빵을 입에 문 채 급하게 등교하다가 부딪친 소년과 사랑에 빠진다는 전개이다. 이 장면을 식빵 대시(일본어: 食パンダッシュ 쇼쿠판닷슈[*]), 토스트 딸(일본어: トースト娘 도스토무스메[*]), 토스트 물고 지각지각(일본어: トーストくわえて遅刻遅刻 도스토쿠와에테치코쿠치코쿠[*]), 빵물기 대시(일본어: パンくわえダッシュ 판쿠와에닷슈[*])라고도 불린다.
지각한 식빵소녀의 보편적인 전개는 다음과 같다. 먼저 주인공인 중고등학생 소녀가 학교에 지각할 것 같아 아침식사를 하는 시간도 모자라서 식빵(토스트)를 입에 물고 집을 뛰쳐나온다. 허둥지둥하며 "늦었다, 지각 지각!"(いっけなーい遅刻遅刻!)이라고 외치며 뛰어가다가 모퉁이에서 한 소년을 들이받는다. 두 사람은 서로 욕하거나 사과한다. 소녀가 학교에 도착했는데 사실 그 소년은 소녀의 교실에 전학생으로 온 사람이었고, 우연히 옆자리가 비어 있다는 이유로 주인공 옆자리에 앉게 된다. 소녀는 앞에서 있었던 사건도 있어서 처음에는 소년에게 나쁜 감정을 품다가 우여곡절 끝에 둘이 사랑에 빠진다.

## 발상과 역사
1990년 아이하라 고지와 다케쿠마 겐타로가 집필한 《원숭이도 그릴 수 있는 만화교실》 제9화에서 소녀 만화에서 전형적인 만남의 장면이라는 예시로 개요에서 설명한 전개를 그대로 그렸다. 2010년 집계한 웹 사이트 goo의 랭킹인 "오래된 소녀 만화에서 '있지있지!'라고 생각하게 되는 상황 랭킹"에서도 지각한 식빵소녀가 오래된 소녀 만화의 스테디셀러적 전개라면서 3위에 랭킹을 올렸다. 1960년대 전후 신구소녀 만화와 서브컬쳐에 조애가 깊은 과자연구가인 후쿠다 리카는 2012년 본인의 저서인 《무뢰한은 언제나 식탁을 덮친다》에서 소녀 만화에 가장 많은 전개로 이 지각한 식빵소녀를 꼽으면서 실제 만화를 보지 않고 자신의 기억에만 의존해 썼다고 밝혔다. 일본 외에서도 2013년 버즈피드의 기사에서 일본인 외의 사람이 볼 때 일본 애니메이션에서 가장 많이 볼 수 있는 장면 중 하나로 지각한 식빵소녀 전개를 꼽았다.
하지만 후쿠다 리카, 프리랜서 작가인 다코 와카코, 일러스트레이터 하이오쿠(はいおく) 등의 보고에 따르면 흔히 생각하는 지각한 식빵소녀 전개가 오래된 소녀 만화에서 사용한 사례를 찾아볼 수 없는 장면이라고 지적하고 있다.
2005년 다코 와카코의 익사이트 재팬 뉴스 기사에 따르면 다코는 총 85개 소녀 만화 작품을 대상으로 조사한 결과 "지각, 지각!"이라는 대사가 있는 만화는 《나가타초 스트로베리》(永田町ストロベリィ) 등 5개 작품만 있었고 주인공이나 사랑의 상대가 전학생인 만화는 《이루카짱 요로시쿠》(いるかちゃんヨロシク) 등 단 4개 작품만 있었으며 '식빵', '지각', '충돌', '사랑' 4개 요소가 전부 갖춰진 작품은 단 하나도 없었다고 말했다. 일러스트레이터 하이오쿠는 다코 와카코의 기사를 이어받아 추가로 조사했는데, 당시 소녀 만화 잡지였던 《리본》을 1970년부터 1985년호까지 전부 독파한 결과 지각한 식빵소녀 전개가 있는 만화는 단 하나도 없었으며, 스테디셀러인 장면이라고 말하기는 어렵다고 말했다. 위의 goo 랭킹에서도 실제로는 오래된 소녀 만화에서 사용 사례를 확인할 수 없는 장면이라고 언급했다. 후쿠다 리카의 2012년 잡지 《케틀》의 "빵집 특집호" 기사와 같은 해 본인의 저서에 따르면 1960-1970년대 러브 코미디 계열 소녀 만화와 심지어는 소녀 소설, 당시 연재되었던 러브 코미디 계열 소년 만화를 조사했어도 "등교길을 달림", "사람과 부딪힘", "전학생과 사랑에 빠짐"과 같은 각각의 별도의 장면 하나하나는 각자 존재하긴 했으나 개요의 줄거리와 같은 이 전개가 모두 들어간 작품은 존재하지 않았으며, 주변의 만화 애호가들에게 확인해도 그러한 장면이 있는 작품이 없었다고 말했다.
후쿠다는 흔히 말하는 지각한 식빵소녀 전개가 처음으로 등장한 작품을 《원숭이도 그릴 수 있는 만화교실》 제9화라고 인정하고 있다. 그런데 이 작품에서의 등장은 소녀 만화를 그리기 위해 그 유래를 패러디해서 소개하는 이야기이다. 여기서 위의 분석자들은 원조보다 패러디가 더 등장한 셈이라고 지적한다. 2010년 발매된 서적인 《바나나 껍질은 왜 미끄러지는가?》(バナナの皮はなぜすべるのか?)에서도 최초로 지각한 식빵소녀 전개에 집중한 작품으로 만화교실 서적이라고 추정하고 있다. 하이오쿠는 만화교실의 저자인 다케쿠마 겐타로에게 이메일을 통해 질문한 결과 "직접적인 출처는 없었고 몇 가지 사례를 합쳐놓았다"라며 "본인이 중학생 때(1970년대 중반)는 이 전개가 일반적인 패턴이라는 인식이 보편적이었다"라고 말했다.
한편 텔레비전 애니메이션에서는 1996년 3월 27일 일본에서 방영된 《신세기 에반게리온》 최종화에서 작품의 주요인물인 이카리 신지와 아야나미 레이 둘 사이에서 지각한 식빵소녀와 비슷한 전개가 등장했다. 여기선 식빵을 문 레이 쪽이 전학생인 개요 줄거리와는 정 반대의 패턴이며 에반게리온 본편의 전개와는 무관한 신지 혼자만의 망상인 전개였다. 후쿠다는 사회적으로 큰 호응을 얻은 에반게리온에서 인기 캐릭터인 아야나미 레이가 '식빵소녀'로 그려지면서 지각하는 식빵소녀가 스테디셀러 전개라는 인식으로 세상에 정착되었다는 설을 주장했다. 또한 후쿠다는 이를 누구의 기억인지도 모를 불확실한 경험이 일종의 집단기억으로 공유되는 상황이라는 말도 같이 했다.
2015년 디자이너 호토 히로시가 트위터에서 지각한 식빵소녀의 발상지를 조사하기 시작했다. 이중에서는 《하리스의 바람》(ハリスの旋風)에서 "학교에 지각할 것 같아 오니기리를 입에 물고 뛰어가는 장면"이, 《후지 신타로》(フジ三太郎)에선 "식빵을 물고 집을 뛰쳐나가는 장면"이 존재함을 확인했다. 또한 앞서 언급한 하이오쿠의 기사에서도 1960년대 후반부터 1970년대까지의 만화에서는 수천 권 단위의 만화에서도 식빵을 물고 뛰어가는 소녀의 장면은 찾을 수 없었지만, 1970년대 소녀 만화인 《괴로워! 보쿠짱》(つらいぜ!ボクちゃん)에서는 "학생인 소녀가 아침에 지각할 것 같아 뛰어가다가 소년과 부딪히는 장면"이 존재했다고 지적했다. 편집자인 신보 노부나가도 《1·2의 산시로》(1・2の三四郎)에서 비슷한 장면이 있다고 트위터에 말했다.

## 같이 보기
- 만델라 효과
- 가츠동 - 일본의 형사드라마물에서 자주 보이는, 경찰 조사 과정에서 자주 시키는 음식이라는 전개

## 참고 문헌
- 相原コージ; 竹熊健太郎 (1990년 1월 2일). “サルでも描けるまんが教室”. 《ビッグコミックスピリッツ》 (小学館) 11 (1).
- 黒木夏美 (2010년 4월 30일). 《バナナの皮はなぜすべるのか?》. 水声社. ISBN 978-4-89176-777-8.
- 橋本紀子 (2012년 11월 2일). “ポスト・ブック・レビュー”. 《週刊ポスト》 (小学館) 44 (28).
- 福田里香 (2012년 4월 23일). 《ゴロツキはいつも食卓を襲う フード理論とステレオタイプフード50》. 太田出版. ISBN 978-4-7783-1313-5.
- “みんな大好き! 食パン少女”. 《ケトル》 (太田出版) (5). 2012년 2월 25일. 2019년 7월 20일에 확인함.